# Фишер, Франк
Франк Фи́шер (нем. Frank Fischer; род. 1960, Бранденбург-на-Хафеле) — немецкий гребец-байдарочник, выступал за сборную ГДР в 1980-х годах. Четырёхкратный чемпион мира, обладатель серебряной медали международного турнира «Дружба-84», многократный победитель регат национального значения.

## Биография
Франк Фишер родился в 1960 году в городе Бранденбург-на-Хафеле. Активно заниматься греблей начал в раннем детстве, проходил подготовку в Потсдаме, состоял в потсдамском спортивном клубе «Форвертс».
Первого серьёзного успеха на взрослом международном уровне добился в 1981 году, когда побывал на чемпионате мира в английском Ноттингеме, откуда привёз награды бронзового и серебряного достоинства, выигранные в зачёте двухместных байдарок на дистанциях 500 и 1000 метров соответственно. Год спустя на мировом первенстве в югославском Белграде выиграл серебряную медаль в четвёрках в пятисотметровой дисциплине. Ещё через год на аналогичных соревнованиях в финском Тампере стал чемпионом сразу в двух дисциплинах: в двойках на километровой и полукилометровой дистанциях.
Как член сборной в 1984 году должен был участвовать в Олимпийских играх в Лос-Анджелесе, однако страны социалистического лагеря по политическим причинам бойкотировали эти соревнования, и вместо этого он выступил на альтернативном турнире «Дружба-84» в Восточном Берлине, где тоже имел успех, в частности вместе с напарником Андре Воллебе взял серебро в километровой гонке двухместных байдарок, пропустив вперёд только советскую команду Сергея Суператы и Виктора Пусева.
В 1985 году Фишер выступил на чемпионате мира в бельгийском Мехелене, был лучшим в четвёрках на пятистах метрах. В следующем сезоне выиграл серебряную и золотую медали на мировом первенстве в канадском Монреале — в двойках на дистанции 1000 метров и в четвёрках на дистанции 500 метров соответственно, став таким образом четырёхкратным чемпионом мира. Вскоре после этих соревнований он принял решение завершить спортивную карьеру, уступив место в сборной молодым немецким гребцам. За выдающиеся спортивные достижения награждён двумя серебряными орденами «За заслуги перед Отечеством» (1984, 1986). Завершив спортивную карьеру, вместе со своим многолетним партнёром по команде Андре Воллебе занялся бизнесом по продаже спортивного инвентаря.
Его сестра Биргит Фишер является самой титулованной гребчихой-байдарочницей за всю историю этого вида спорта. Жена Зарина Хюльзенбек — успешная немецкая пловчиха, олимпийская чемпионка в эстафете вольным стилем. В 1986 году у них родилась дочь Фанни, которая, как и отец, впоследствии стала довольно известной байдарочницей, в том числе одержала победу на Олимпийских играх 2008 года в Пекине. Сын Фалько тоже занимался гребным спортом, но без особых достижений.